# San Giacomo (Cisliano)
San Giacomo (AFI: /sanˈʤakomo/) o Cascina San Giacomo o meno frequentemente San Giacomo di Cisliano (San Giacom in dialetto milanese, AFI: /sanˈʤakuˈm/) è una frazione di Cisliano nella Città metropolitana di Milano, distante 1,97 km dal centro storico del comune di appartenenza.

## Geografia fisica

### Territorio
La località di San Giacomo nel comune di Cisliano è caratterizzata da un ambiente prevalentemente pianeggiante, tipico della Pianura padana, contraddistinto a tratti da coltivazioni e da boschi, questi ultimi in misura da coprire la quasi totalità del suolo.
Il territorio di San Giacomo confina a nord con il comune di Vittuone, ad est e a sud con il comune di Cisliano, a ovest con la frazione di Soriano di Corbetta.

### Geologia e idrografia
Morfologicamente, il territorio di San Giacomo è caratterizzato dall'ambiente pianeggiante tipico della pianura padana, prevalentemente adatto a boschi o coltivazioni. L'altitudine è di circa 128 m s.l.m.
Uno degli aspetti più significativi dell'idrografia di San Giacomo come delle zone limitrofe all'abitato sono le risorgive, che un tempo avevano ampia rilevanza economica per l'agricoltura e oggi costituiscono una delle attrazioni principali del Parco Agricolo Sud Milano.

### Sismologia
Dal punto di vista sismico San Giacomo presenta un rischio molto basso ed è stata classificata come il comune zona 4 (bassa sismicità) dalla protezione civile nazionale.

### Clima
Il clima di San Giacomo è quello continentale, tipico delle pianure settentrionali italiane con inverni freddi e abbastanza rigidi con diverse giornate di gelo, col fenomeno della nebbia; le estati, che risentono di elevate temperature che possono superare i 30 °C, presentano una umidità che può raggiungere l'80% causando quel fenomeno di caldo umido comunemente chiamato "afa". L'umidità non è comunque presente solo d'estate, ma è molto elevata tutto l'anno. I dati provenienti dalla vicina stazione meteorologica di Milano Malpensa, ad ogni modo, indicano, in base alla media trentennale di riferimento (1961-1990) per l'Organizzazione Mondiale della Meteorologia, che la temperatura media del mese più freddo, gennaio, si attesta attorno a -4 °C; quella del mese più caldo, luglio, è appena sopra i +28 °C.
Il borgo appartiene alla zona climatica E, 2538 GR/G. San Giacomo, come del resto gran parte dei comuni della Pianura Padana, soffre di scarsa ventilazione.
La piovosità si concentra principalmente in autunno e in primavera con un minimo relativo invernale e con una media annua superiore ai 1000 mm, con un minimo relativo invernale.
| SAN GIACOMO                        | Mesi | Mesi   | Mesi   | Mesi   | Mesi  | Mesi  | Mesi  | Mesi   | Mesi   | Mesi  | Mesi  | Mesi  | Stagioni | Stagioni | Stagioni | Stagioni | Anno |
| SAN GIACOMO                        | Gen  | Feb    | Mar    | Apr    | Mag   | Giu   | Lug   | Ago    | Set    | Ott   | Nov   | Dic   | Inv      | Pri      | Est      | Aut      | Anno |
| ---------------------------------- | ---- | ------ | ------ | ------ | ----- | ----- | ----- | ------ | ------ | ----- | ----- | ----- | -------- | -------- | -------- | -------- | ---- |
| T. max. media (°C)                 | 5    | 8      | 13     | 18     | 22    | 26    | 29    | 28     | 24     | 18    | 10    | 5     | 6        | 17,7     | 27,7     | 17,3     | 17,2 |
| T. min. media (°C)                 | −2   | 0      | 3      | 7      | 11    | 15    | 17    | 17     | 14     | 8     | 4     | −1    | −1       | 7        | 16,3     | 8,7      | 7,8  |
| Precipitazioni (mm)                | 64   | 63     | 95     | 82     | 82    | 97    | 65    | 68     | 69     | 100   | 101   | 60    | 187      | 259      | 230      | 270      | 946  |
| Umidità relativa media (%)         | 86   | 78     | 71     | 75     | 72    | 71    | 71    | 72     | 74     | 81    | 85    | 86    | 83,3     | 72,7     | 71,3     | 80       | 76,8 |
| Eliofania assoluta (ore al giorno) | 2    | 3      | 5      | 6      | 7     | 8     | 9     | 8      | 6      | 4     | 2     | 2     | 2,3      | 6        | 8,3      | 4        | 5,2  |
| Vento (direzione-m/s)              | SW 2 | SW 4,6 | SW 4,6 | SW 4,6 | S 4,6 | S 4,6 | S 4,6 | SE 2,0 | SW 2,0 | S 2,0 | S 2,0 | S 2,0 | 2,9      | 4,6      | 3,7      | 2,0      | 3,3  |

## Storia
Le prime notizie relative al borgo di San Giacomo nel territorio di Cisliano, risalgono al XV secolo quando si hanno le prime tracce murarie della costruzione della cappelletta e di parte dell'antica cascina che costituisce difatti ancora oggi gran parte dell'abitato; in loco si possono ancora rintracciare parti di decorazioni in cotto di finestre a sesto acuto. Il complesso in quest'epoca era di proprietà di Filippo della Porta il quale ne aveva destinata una parte a ricovero per i viandanti, dedicata appunto San Giacomo, patrono dei pellegrini, da cui prenderà poi il nome l'intero borgo.
Nel 1550 la proprietà venne venduta dagli eredi del della Porta alle monache domenicane del monastero di San Lazzaro a Milano, le quali vi impiantarono per prime un'azienda agricola, costruendovi anche una ghiacciaia.
L'area ha subito notevoli ampliamenti nel Settecento quando l'originaria cascina è stata ampliata, così come la cappella, oltre alla costruzione delle prime case esterne all'area rurale e dell'unico esercizio commerciale della frazione, un'osteria per viandanti, ancora oggi esistente.
Prospera durante tutto l'Ottocento, la frazione si ritrovò invece in crisi con il secondo Novecento quando l'industrializzazione prevalse sull'agricoltura e la cascina San Giacomo con tutte le sue dipendenze venne in un primo momento venduta alla famiglia Corbellini di Corbetta ed infine alla famiglia Crivelli di Castellazzo de' Stampi che vi ha realizzato della abitazioni frazionate ad appartamenti, riportando il borgo alla vita.

## Monumenti e luoghi d'interesse

### Architetture religiose

#### Oratorio di San Giacomo

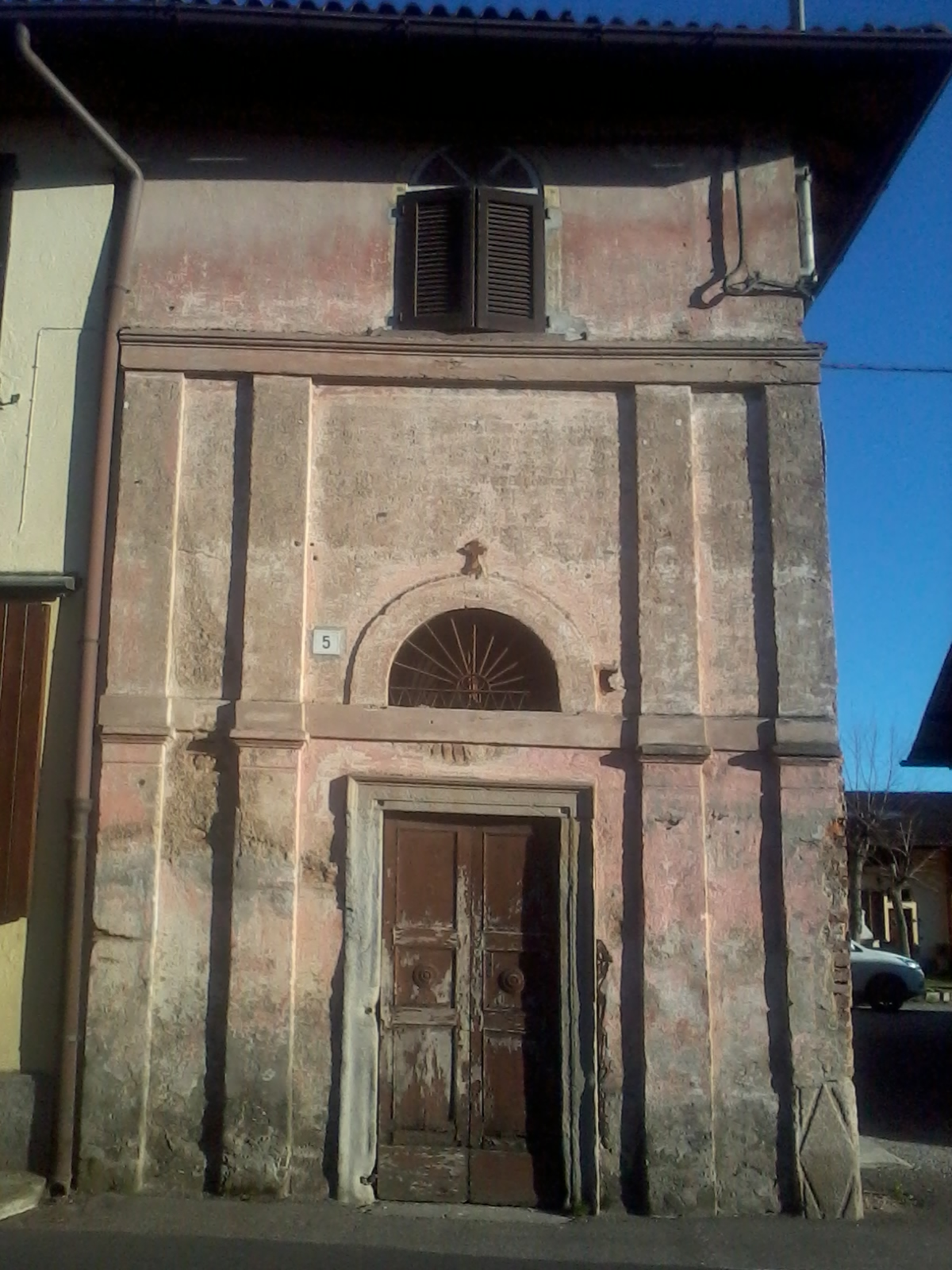
L'oratorio di San Giacomo presso la cascina omonima

La piccola cappella di San Giacomo è l'unico luogo di culto presente nell'omonima frazione. Essa è dedicata a San Giacomo il Maggiore, apostolo e protettore dei pellegrini e dei viandanti.
La costruzione della struttura venne iniziata nel XIV secolo, anche se non abbiamo tracce documentarie di come tale struttura potesse apparire all'epoca. Il risultato attuale è una chiesa di una ventina di posti che appare di forme tardo barocche sia internamente che esternamente.
La facciata è semplice e decorata a lesene, con una porta lignea centrale di ridotte dimensioni, sovrastata da una finestra a lunetta che dà luce all'interno della chiesa. Nella parte superiore si trova un'ulteriore finestra con lunetta sovrastata dalle lettere "S.G." per San Giacomo.
L'interno della cappella è in parte frazionato da crepe sorte nel tempo, ma vividi ed apprezzabili sono gli affreschi e le decorazioni ivi presenti: l'aula della cappella ha una sola navata decorata sul soffitto con un motivo finto cassettonato a fioroni, mentre le pareti accolgono una croce lignea ottocentesca ed un Cristo morto settecentesco. L'altare maggiore presenta uno splendido affresco rappresentante la Madonna in trono con Gesù Bambino, attorniata da San Giacomo e da Sant'Antonio da Padova, di mano ignota ma di pregevole fattura, opera riconducibile senza dubbio alla fine del XVIII secolo, mentre sul soffitto spicca una colomba dello Spirito Santo ad ali spiegate.

## Società
"Abitanti censiti"

### Etnie e minoranze straniere
Al 1º gennaio 2022 nella frazione non risiedevano cittadini stranieri. Nei dati ufficiali non sono considerati gli stranieri irregolari.

### Lingue e dialetti
Nel borgo è relativamente diffuso il dialetto milanese, mentre è molto presente il dialetto lombardo occidentale, assimilabile ad una lingua romanza derivata dal latino.

### Religione
La maggioranza della popolazione è cattolica.
Nella frazione è presente un luogo di culto cattolico appartenente all'arcidiocesi di Milano.

## Economia
L'economia di San Giacomo è ancora oggi perlopiù dedita all'agricoltura e all'allevamento. Un tempo si trovava un'industria per la lavorazione di latte e derivati e un'osteria ancora oggi esistente, unico esercizio aperto al pubblico.
La maggior parte dei suoi residenti, ad ogni modo, lavora fuori dai confini della frazione.